# Havas Media
Havas Media est la branche médias de Havas.

## Histoire
Havas Media naît en 1999, de la fusion de Media Planning s.a. fondé en 1978, en Espagne, par Leopoldo Rodés Castañes, et de Médiapolis, fondé en 1980 par Havas et implantée en France, en Allemagne et en Angleterre. Les deux agences sont alors présentes sur les mêmes activités, mais sont complémentaires au niveau de la répartition géographique[réf. souhaitée].
Selon la revue des études coopératives mutualistes et associatives (RECMA), son chiffre d’affaires atteint 174 millions d'euros en 2019. Depuis 2015, elle est la première agence média en France.

## Direction

### Présidence
- Yannick Bolloré : de 2013 à 2017 [3]
- Laurent Broca : à partir de 2017[4].

### Comité de Direction
- Capucine Pierard : Vice Présidente
- Guillaume Belan : Directeur Financier
- Ange Michelozzi : Directeur des Ressources Humaines
- Myriam Samaoli : Directrice Générale Adjointe Communication et New Business